# Erioptera (Mesocyphona) venustipes
Erioptera (Mesocyphona) venustipes is een tweevleugelige uit de familie steltmuggen (Limoniidae). De soort komt voor in het Neotropisch gebied.